# Ramiro (Valladolid)
Ramiro es un municipio y localidad de la provincia de Valladolid, Castilla y León, España.

## Geografía
Se sitúa en el sur de la provincia de Valladolid, de cuya capital está a una distancia de 72 km; y a 147 km de la capital española. Ramiro se extiende su término municipal sobre 21,2 km² con 2120 hectáreas.
Los pueblos más cercanos situados en el municipio son al norte La Zarza a 3,9 km, al noroeste se encuentra Gomeznarro y al sur está situado el municipio de Ataquines a 5,3 km.
En esta población, a dos kilómetros de su núcleo central, se observan restos de un yacimiento medieval. La iglesia parroquial está bajo la advocación de San Miguel Arcángel.
En el centro del pueblo, ocupando lo que es su Plaza Mayor, se ubica la Iglesia de San Miguel, una iglesia sencilla sin apenas decoración. La nave central de la iglesia original, se cubre con parrilera y las laterales con madera a una vertiente.

### Clima
Tiene un clima mediterráneo continentalizado, con una temperatura media anual de 12,2 °C y una oscilación anual de 18,4 °C. El clima es seco (384 mm/m² al año de precipitación) con inviernos largos y fríos y veranos cortos y calurosos. El paisaje de Ramiro está dominado por las suaves ondulaciones en las que se sitúan los cultivos de cereal y los pinares con algunos arroyos de escaso o nulo caudal.

### Vegetación y fauna
La flora es rica en arboladas y bosques de hoja perenne (pino piñonero y resinero) y el matorral. La encina es constante en toda la región, aunque ha reducido notablemente su número, debido a la deforestación.
La comarca acoge a numerosos animales de pequeño tamaño: gran variedad de insectos, reptiles, pequeños roedores, liebres, zorros, perdices, numerosas cigüeñas y avutardas. Algunos de estos pequeños estanques llegan a convertirse en lugares de invernada de aves migratorias como gansos, grullas y otras aves acuáticas.

## Geografía humana

### Demografía
Cuenta con una población de 46 habitantes (INE 2024).
| Gráfica de evolución demográfica de Ramiro entre 1842 y 2021                                                          |
| |
| Población de derecho según los censos de población del INE. Población de hecho según los censos de población del INE. |

### Evolución demográfica
En el siguiente gráfico podemos ver la evolución de la estructura de la población en el municipio de Ramiro a lo largo de los años, comenzando en 1996 hasta 2015 en la que se puede observar:
- Disminuyen     (-19) los habitantes nacidos en Ramiro, pasando del 48.28% al 50.00%.
- Disminuyen     (-9) los habitantes nacidos en la provincia de Valladolid, pasando del 48.28% al 43.48%.
- Disminuyen     (-1) los habitantes nacidos en la comunidad de Castilla y León, pasando del 2.30% al 2.17%.
- Disminuyen     (-1) los habitantes nacidos en el resto de España, pasando del 1.15% al 2.17%.
- Se mantienen en igual número los habitantes nacidos en otros países, pasando del 0.00% al 2.17%.

#### Población extranjera
Según los datos ofrecidos por el INE en la estadística del padrón los habitantes empadronados en Ramiro que han nacido en otros países ascienden a 1.
- 1 mujer nacida en América

### Economía
La localidad basa su economía en la agricultura cerealista.
Destaca en los últimos años la producción de queso castellano, ya que cuenta con la innovadora quesería "Granja de Cantagrullas", que usa técnicas muy novedosas de origen francés en la producción de quesos de oveja castellana artesanal de calidad (entre sus clientes figuran Martín Berasategui, Diego Guerrero o Paco Roncero). La quesería da trabajo a dos familias directamente, así como a los ganaderos que le proporcionan la leche, de explotaciones de la localidad cercana de La Seca, siendo por tanto una fuente de empleo en la localidad.

## Administración y política
| Periodo   | Nombre                        | Partido        |
| --------- | ----------------------------- | -------------- |
| 1979-1983 | Jesús Fernández Martín        | Independientes |

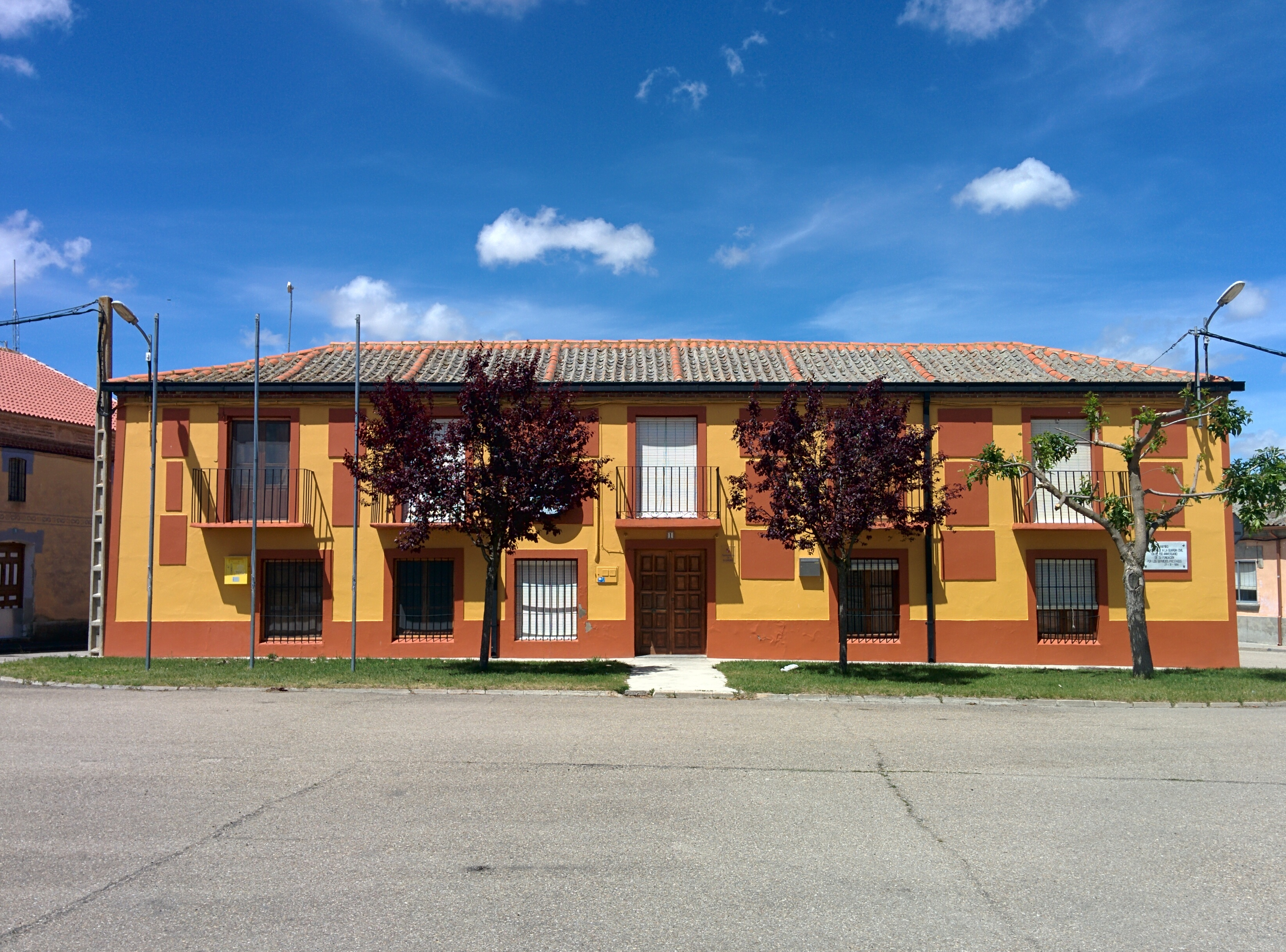
Casa consistorial

| 1983-1987 | Juan Antonio García Fernández | AP             |
| 1987-1991 | Alberto Hurtado Martín        | Independientes |
| 1991-1995 | Enrique Martín González       | DRCL           |
| 1995-1999 | Enrique Martín González       | PP             |
| 2003-2007 | José César Fernández Vallejo  | PP             |
| 2007-2011 | Jesús Ángel Fernández Pérez   | PP             |
| 2011-2015 | Mª Luz Fernández Martín       | PP             |
| 2015-2019 | Mª Luz Fernández Martín       | PP             |

### Resultados electorales
En la actualidad la corporación de Ramiro cuenta con su alcaldesa, María Luz Fernández Martín (PP) y dos concejales, Jesús Ángel Fernández Pérez (PP) y Miguel Avilés González (PSOE).

## Cultura

### Fiestas
Y son precisamente a este santo, San Miguel, a quien le honran también con sus fiestas el día 8 de mayo, donde no faltan ni las verbenas ni los juegos tradicionales como la tanga o la calva. El 3 de febrero, y con carácter más modesto y humilde, celebran San Blas con un baile.
Sin embargo, y como atractivo, tiene todavía el rito de realizar la matanza, donde se obtienen riquísimos productos del cerdo.
El 3 de febrero celebran a San Blas. En honor a su patrón, San Miguel, hacen festejos en torno al 8 de mayo.

## Patrimonio

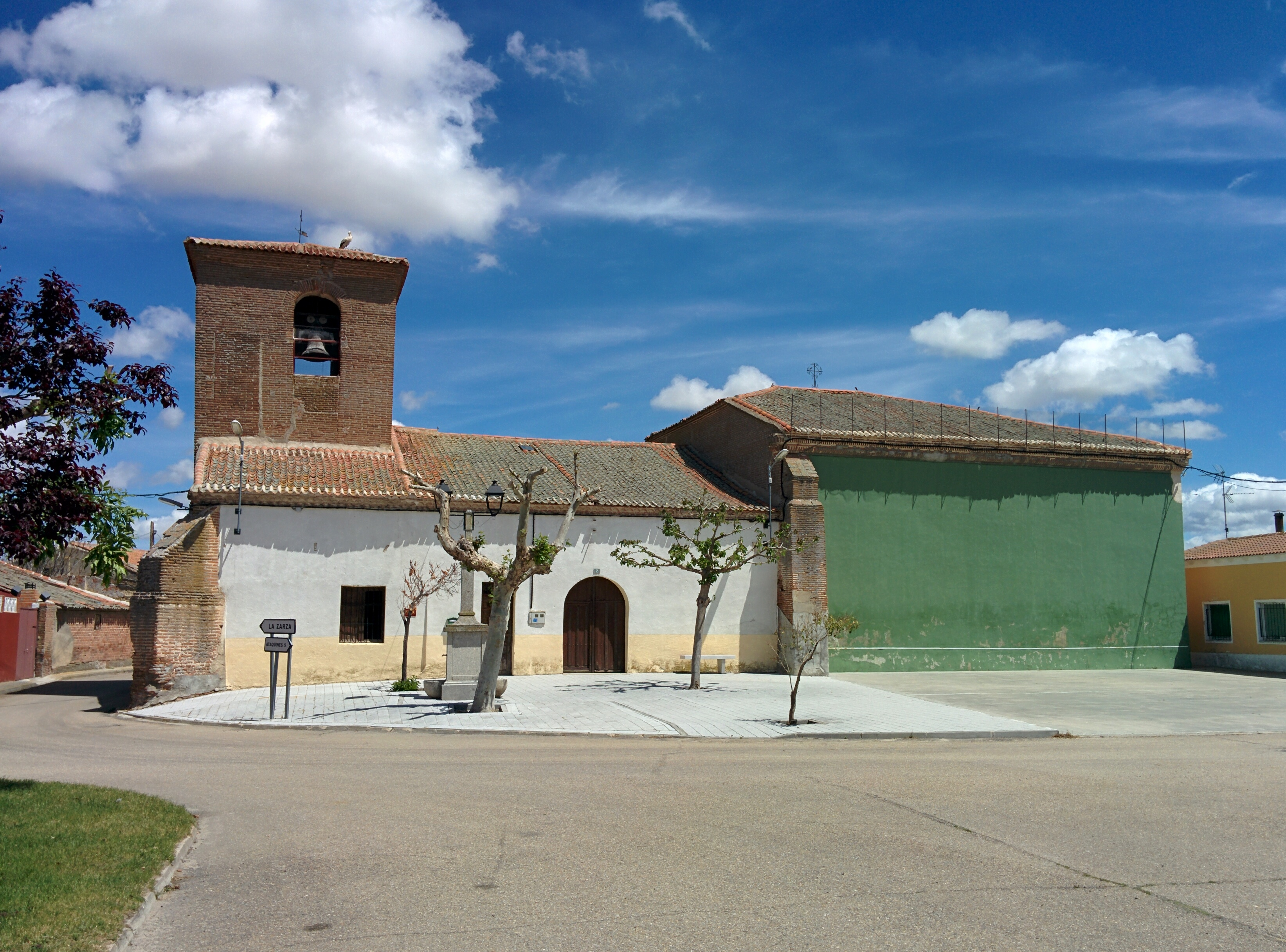
Iglesia de San Miguel Arcángel

- Iglesia de San Miguel Arcángel: Iglesia sencilla sin apenas decoración. La nave central de la iglesia original, se cubre con parrillera y las laterales con madera a una vertiente.